# Hôtel de Joubert (Montpellier)
L’hôtel de Joubert (ou hôtel Coste) est un hôtel particulier situé à Montpellier, dans le département de l'Hérault.

## Histoire
Monsieur de Joubert fut le dernier Trésorier de la Bourse des Etats du Languedoc, supprimés à la révolution. Ce bâtiment fait l’objet d’une inscription au titre des monuments historiques depuis le 16 octobre 1944.